# Barranc dels Albars
El barranc de la Font Gran és un barranc del terme municipal de Tremp que s'origina dins de l'antic terme de Fígols de Tremp i va a abocar-se en el barranc d'Eroles, encara en el mateix terme municipal.
Es forma a 1.168 m. alt., al circ anomenat les Rellasques de Roca de la Mola, on recull tot d'altres barrancs i llaus procedents del seu entorn. Aquest indret es troba al sud-est de la Roca de la Mola. Des d'aquí el barranc s'adreça cap al sud deixant a l'esquerra les antigues masies de Jaumet i de Pere Antoni, i arriba a l'altura de la de Miquel, que li queda a la dreta. Aleshores es troba amb el barranc de la Font Gran, i junts formen el barranc d'Eroles.